# 아벨만의 재판
아벨만의 재판(아벨만의 裁判)은 대한민국 작가 이근삼이 1974년 쓴 희곡이다.

## 등장인물
- 인물
- 아벨만
- 읍장
- 교장
- 서장
- 시인
- 부녀회장
- 사장
- 백작부인
- 루시아
- 감찰

## 장소
어떤 중립국의 소읍

## 줄거리
중립국의 작은 마을에서 주인공인 아벨만과 루시아가 결혼을 한다. 결혼식 후 열린 마을 회의에서 제3국의 연락관이 전쟁 중의 반역자를 처벌해야 한다고 말한다. 이 마을 출신인 연락관은 수십 년 전 지주인 아버지가 저지른 행위로 인해 가족들이 모두 외국으로 도망간 과거를 가지고 있어 마을 사람들에 대한 복수심을 가지고 있다. 마을 사람들은 회의 끝에 아벨만을 재판할 것을 결정하고 형식적인 재판을 하였다. 무죄가 나올 것이라는 기대와 달리 아벨만은 적국에게 협조했다는 누명을 쓰고 5년형을 선고받는다. 마을 사람들의 항의로 아벨만은 풀려났으나 유지들이 이에 책임을 지고 수감된다. 작가는 연락관의 과거를 밝히겠다고 협박하여 이들을 석방케 한다하고  재정관과 부인은 아벨만에게 자살한 것처럼 꾸민 뒤 몰래 떠나라고 종용한다. 아벨만은 올바른 재판을 하자며 강변하며 자존심을 지키려하고 아벨만과 루시아 부부는 죽고 마을사람들은 이를 묵인하는 것으로 끝이 난다.